# Lijst van kardinalen gecreëerd door paus Benedictus XV

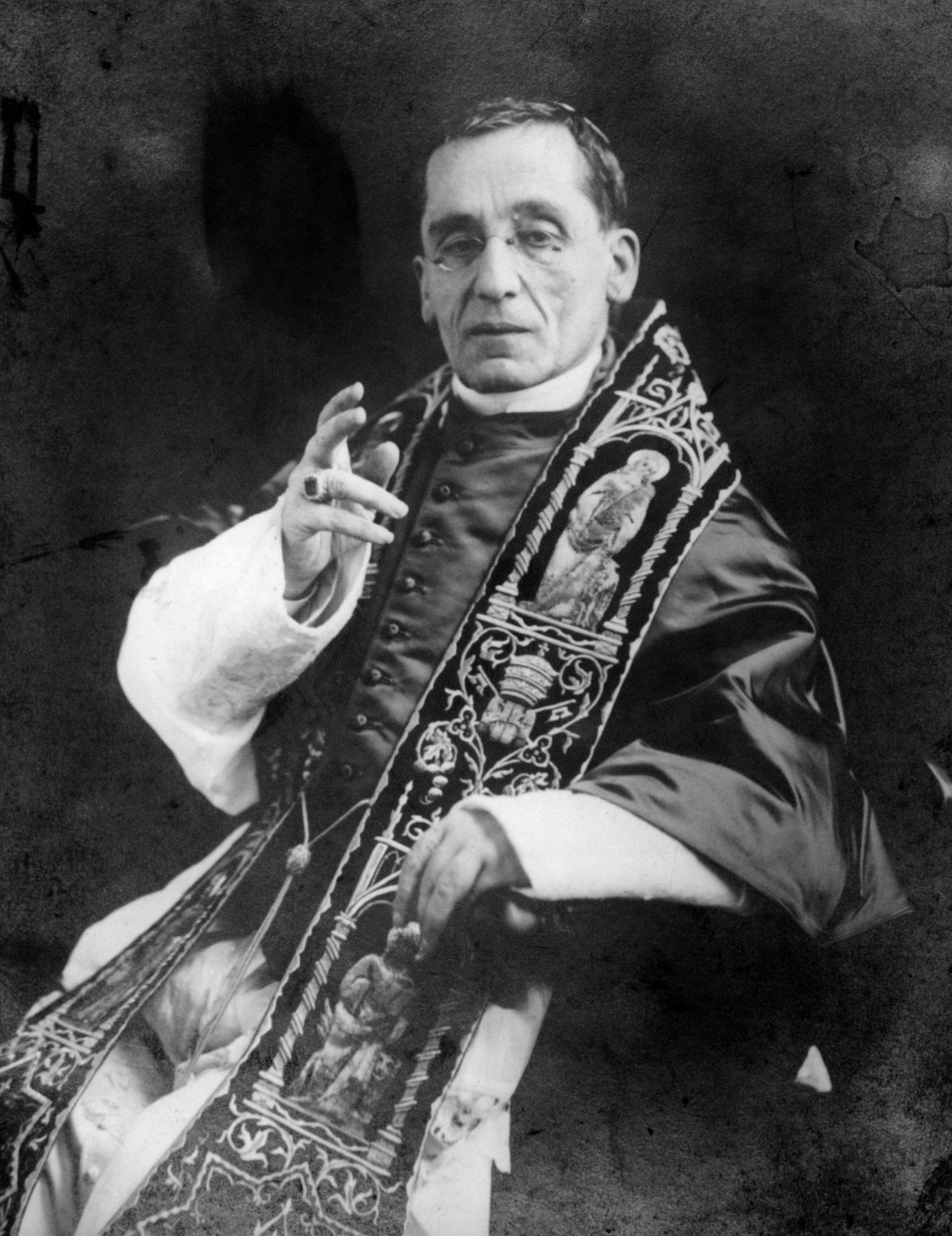

|Hieronder volgt een Lijst van kardinalen gecreëerd door paus Benedictus XV

## Consistorievan6 december1915
- Giulio Tonti, titulair aartsbisschop van Ancira, apostolisch nuntius voor Portugal
- Alfonso Maria Mistrangelo, Sch.P., aartsbisschop van Florence, Italië
- Giovanni Cagliero, S.D.B., titulair aartsbisschop van Sebaste, apostolisch gedelegeerde voor Centraal-Amerika
- Andreas Franz Frühwirth, O.P., titulair aartsbisschop van Heraclea van Europa, apostolisch nuntius in Beieren
- Raffaele Scapinelli di Leguigno, titulair aartsbisschop van Laodicea, apostolisch nuntius voor Oostenrijk-Hongarije
- Giorgio Gusmini, aartsbisschop van Bologna, Italië

## Consistorie van4 december1916
- Pietro La Fontaine, patriarch van Venetië, Italië
- Vittorio Amedeo Ranuzzi de' Bianchi, titulair aartsbisschop van Tiro, pauselijk kamerheer
- Donato Raffaele Sbarretti, titulair aartsbisschop van Efese, assessor van het Heilig Officie
- Auguste-René Dubourg, aartsbisschop van Rennes, Frankrijk
- Louis-Ernest Dubois, aartsbisschop van Rouen, Frankrijk
- Tommaso Pio Boggiani, O.P., titulair aartsbisschop van Edessa van Osroene, assessor van de Congregatie voor het Consistorie
- Alessio Ascalesi, CSSp, aartsbisschop van Benevento, Italië
- Louis-Joseph Maurin, aartsbisschop van Lyon, Frankrijk
- Adolf Bertram, Bisschop van Breslau, Duitsland, (in pectore)
- Nicolò Marini, secretaris van de Hoogste Rechtbank van de Apostolische Signatuur
- Oreste Giorgi, secretaris van het Heilig Officie

## Consistorie van15 december1919
- Filippo Camassei, Latijns patriarch van Jeruzalem, Palestina
- Augusto Silj, titulair aartsbisschop van Caesarea, vice-camerlengo van de Heilige Stoel
- Juan Soldevilla y Romero, aartsbisschop van Zaragoza, Spanje
- Teodoro Valfrè di Bonzo, titulair aartsbisschop van Trebisonde, apostolisch nuntius voor Oostenrijk
- Aleksander Kakowski, aartsbisschop van Warschau, Polen
- Edmund Dalbor, aartsbisschop van Gniezno en Poznań, Polen

## Consistorie van7 maart1921
- Francesco Ragonesi, titulair aartsbisschop van Mira, apostolisch nuntius voor Spanje
- Michael von Faulhaber, aartsbisschop van München en Freising, Duitsland
- Dennis Joseph Dougherty, aartsbisschop van Philadelphia, Verenigde Staten van Amerika
- Juan Bautista Benlloch y Vivó, aartsbisschop van Burgos, Spanje
- Francisco de Asís Vidal y Barraquer, aartsbisschop van Tarragona, Spanje
- Karl Joseph Schulte, aartsbisschop van Keulen, Duitsland

## Constistorie van13 juni1921
- Giovanni Tacci Porcelli, titulair aartsbisschop van Nicea, prefect van het Apostolisch paleis
- Achille Ratti, titulair aartsbisschop van Adana, apostolisch nuntius voor Polen
- Camillo Laurenti, secretaris van de Sacra Congregatio de Propaganda Fide